# Csalányos
Csalányos (1899-ig Zsihlava, szlovákul: Žihlava)  Nógrádszentpéter településrésze, korábban önálló falu Szlovákiában, a Besztercebányai kerületben, a Nagykürtösi járásban.

## Fekvése
Nagykürtöstől 8 km-re keletre, az Öreg-patak jobb partján fekszik.

## Története
Vályi András szerint "ZSILEVNYIK. Tót falu Nógrád Várm. földes Urai Boros, és több Urak, fekszik a’ Kékkői járásban; határja meglehetős."
Fényes Elek szerint "Zsihlevanyik, (Zihlava), Nógrád m. tót falu, 4 kath., 216 evang. lak., kik sovány vörös agyag földeiket nagy szorgalommal mivelik. Boruk savanyu. F. u. b. Balassa, gr. Zichy, Madách. Ut. posta Balassa-Gyarmat"
1910-ben 248, többségben szlovák lakosa volt, jelentős magyar kisebbséggel. A trianoni békeszerződésig Nógrád vármegye Balassagyarmati járásához tartozott.